# Holmes's Bonfire
Op 19 en 20 augustus 1666, midden in de Tweede Engelse Oorlog (1665-1667), viel een Engelse vloot onder leiding van schout-bij-nacht Robert Holmes het zeegat Vlie tussen Vlieland en Terschelling binnen. De verbannen Nederlandse kapitein Laurens Heemskerck wees de weg. De Engelsen vielen achtereenvolgens een vloot van 150-170 voor Vlieland voor anker liggende koopvaarders en het dorp West-Terschelling aan. Beide gingen in vlammen op.

## De vloot
De rijk beladen vloot bestond onder meer uit schepen bestemd voor de Oostzee en Archangelsk, walvisvaarders, een paar oorlogsschepen (de Vollenhoven en Middelhove) en een schip van de WIC. De waarde van schepen en lading was 12-13 miljoen gulden of meer, dat is meer dan 120 miljoen euro anno 2010. Het bedrag was voldoende om er een jaar lang de oorlog met Engeland mee te bekostigen. De Amsterdamse beurs ging als reactie op de financiële ramp een paar dagen dicht.

## Terschelling
De Engelsen kregen de mogelijkheid tot op de Waddenzee door te dringen, omdat Cornelis Tromp en De Ruyter ruzie hadden, de vloot in Zeeland lag en de aandacht van Johan de Witt in Den Haag was gericht op ritmeester Buats verraad. Oost-Vlieland werd gespaard door een hoosbui die het Engelse kruit nat maakte. West-Terschelling werd bijna geheel vernietigd door een door de Engelsen aangestoken brand die door oostenwind werd aangewakkerd. In het dorp gingen ongeveer 240-250 van de bijna 300 huizen verloren. Pas na 20 augustus werden troepen naar het Noorden van Holland gestuurd om een landing (die daar niet kwam) tegen te gaan. De nagelnieuwe kerk en vuurtoren de Brandaris bleven gespaard. Na het rampzalige gebeuren kwam het tot opstootjes bij Michiel de Ruyters huis in Amsterdam. Vondel wijdde treurdichten aan het gebeurde.

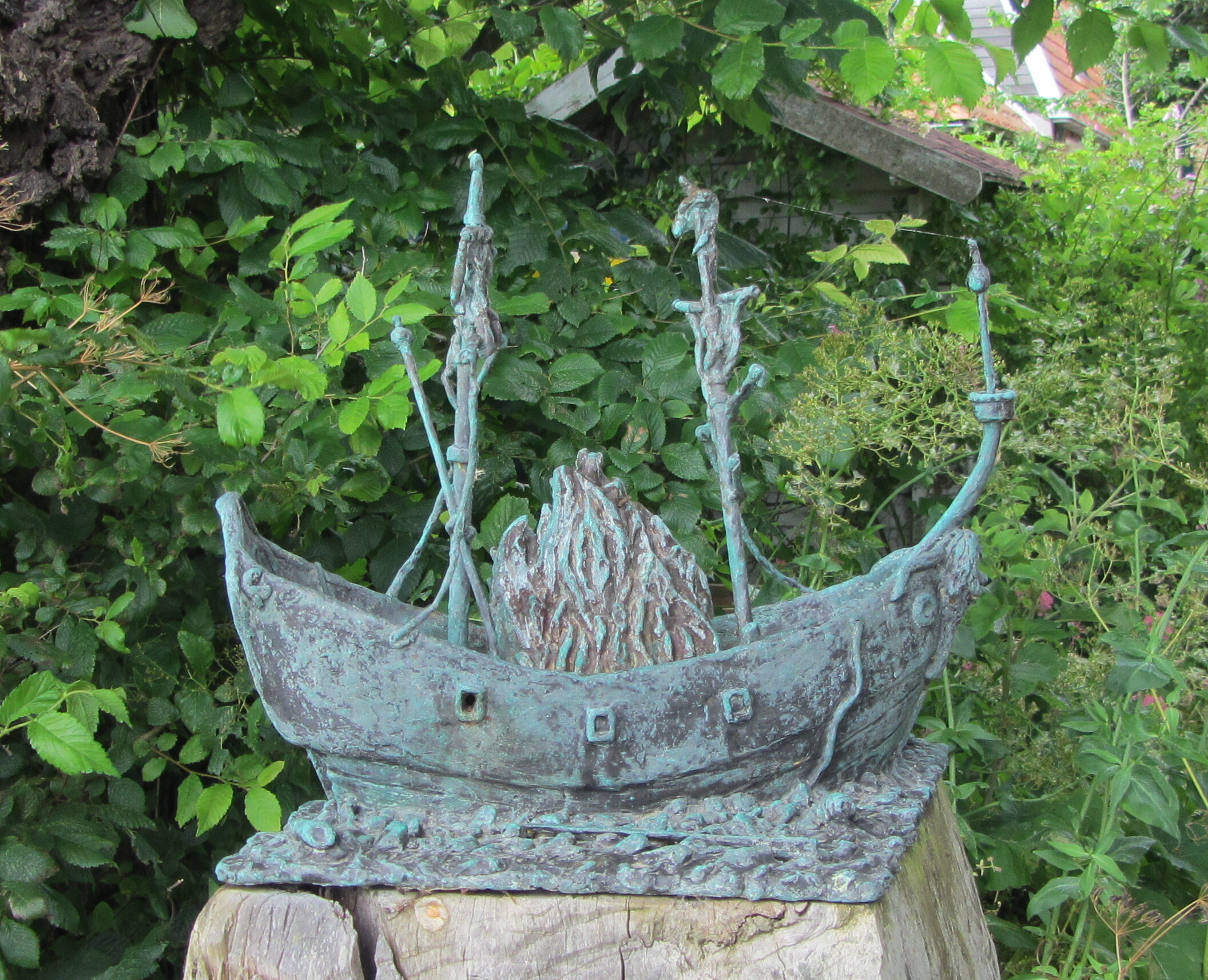
Monument 1666 van Peter Petersen op Vlieland

## Zakelijke belangen
De verbrande schepen hadden zich niet op het Vlie mogen bevinden. De Staten-Generaal hadden de schippers bevolen naar huis terug te keren. Het probleem was, dat veel van de regenten die deze opdracht gaven, tegelijkertijd en vanwege zakelijke belangen, de schepen wel wilden doen uitvaren. Op het wad kwamen minstens 2.000 mensen om. De handelsvloot van de Republiek was binnen korte tijd hersteld. Holmes’ furie was een belangrijke stimulans voor de Tocht naar Chatham in juni 1667 die de Engelsen veel schade deed en de oorlog ten gunste van de Republiek besliste.

## Holmes
In Engeland sprak men over 'Sir Robert Holmes, his bonfire', ook in het Nederlands werd deze aanval  Holmes' bonfire genoemd, of ook wel de Engelse furie.